# Aleksandr Melichov
Aleksandr Andreevič Melichov (in russo Александр Андреевич Мелихов?; Novokuzneck, 23 marzo 1998) è un calciatore russo, portiere dell'Arsenal Tula.

## Statistiche

### Presenze e reti nei club
Statistiche aggiornate al 1º settembre 2018.
| Stagione          | Squadra           | Campionato        | Campionato | Campionato | Coppe nazionali | Coppe nazionali | Coppe nazionali | Coppe continentali | Coppe continentali | Coppe continentali | Altre coppe | Altre coppe | Altre coppe | Totale | Totale | Totale |
| Stagione          | Squadra           | Comp              | Pres       | Reti       | Comp            | Pres            | Reti            | Comp               | Pres               | Reti               | Comp        | Pres        | Reti        | Pres   | Reti   |        |
| ----------------- | ----------------- | ----------------- | ---------- | ---------- | --------------- | --------------- | --------------- | ------------------ | ------------------ | ------------------ | ----------- | ----------- | ----------- | ------ | ------ | ------ |
| 2016-2017         | Tom’ Tomsk        | PL                | 7          | -24        | CR              | 0               | 0               | -                  | -                  | -                  | -           | -           | -           | 7      | -24    |        |
| 2017-2018         | Tom’ Tomsk        | PFN Ligi          | 24         | -31        | CR              | 1               | 0               | -                  | -                  | -                  | -           | -           | -           | 25     | -31    |        |
| 2018-2019         | Tom’ Tomsk        | PFN Ligi          | 9          | -4         | CR              | 0               | 0               | -                  | -                  | -                  | -           | -           | -           | 9      | -4     |        |
| Totale Tom’ Tomsk | Totale Tom’ Tomsk | Totale Tom’ Tomsk | 40         | -59        |                 | 1               | 0               |                    | -                  | -                  |             | -           | -           | 41     | -59    |        |
| Totale carriera   | Totale carriera   | Totale carriera   | 40         | -59        |                 | 1               | 0               |                    | -                  | -                  |             | -           | -           | 41     | -59    |        |